# Isótopos de carbono
O carbono tem quinze isótopos, dois dos quais são estáveis (carbono-12 e carbono-13). Os isótopos de carbono são tipos de átomos de carbono com diferentes números de massa, ou seja, têm o mesmo número de prótons e elétrons, mas diferem no número de nêutrons. Estes isótopos são de grande importância para várias técnicas científicas, especialmente os três isótopos naturais: carbono-12, carbono-13 e o carbono-14. 
O carbono-12, isótopo mais abundante, foi adotado pela IUPAC como base para a determinação da massa atómica dos elementos químicos, em 1961. A ocorrência natural de carbono-13 em compostos orgânicos permite a sua caracterização através da ressonância magnética nuclear. Já o carbono-14, um isótopo radioativo com uma meia-vida de 5,730 ± 40 anos, é usado na datação de espécimes orgânicos.
| Símbolo Nuclídeo | Z(p)                 | N(n)                 | Massa Isotópica (u)  | Meia-Vida                      | Spin Nuclear | Composição Representativa Isotópica (Fração Molar) | Faixa de Variação Natural (Fração Molar) |
| Símbolo Nuclídeo | Energia de Excitação | Energia de Excitação | Energia de Excitação | Meia-Vida                      | Spin Nuclear | Composição Representativa Isotópica (Fração Molar) | Faixa de Variação Natural (Fração Molar) |
| ---------------- | -------------------- | -------------------- | -------------------- | ------------------------------ | ------------ | -------------------------------------------------- | ---------------------------------------- |
| 8C               | 6                    | 2                    | 8.037675(25)         | 2.0(4) x 10−21 s [230(50) keV] | 0+           |                                                    |                                          |
| 9C               | 6                    | 3                    | 9.0310367(23)        | 126.5(9) ms                    | (3/2-)       |                                                    |                                          |
| 10C              | 6                    | 4                    | 10.0168532(4)        | 19.290(12) s                   | 0+           |                                                    |                                          |
| 11C              | 6                    | 5                    | 11.0114336(10)       | 20.334(24) min                 | 3/2-         |                                                    |                                          |
| 12C              | 6                    | 6                    | 12 por definição     | Estável                        | 0+           | 0.9893(8)                                          | 0.98853-0.99037                          |
| 13C              | 6                    | 7                    | 13.0033548378(10)    | Estável                        | 1/2-         | 0.0107(8)                                          | 0.00963-0.01147                          |
| 14C              | 6                    | 8                    | 14.003241989(4)      | 5.70(3) x 103 anos             | 0+           |                                                    |                                          |
| 15C              | 6                    | 9                    | 15.0105993(9)        | 2.449(5) s                     | 1/2+         |                                                    |                                          |
| 16C              | 6                    | 10                   | 16.014701(4)         | 0.747(8) s                     | 0+           |                                                    |                                          |
| 17C              | 6                    | 11                   | 17.022586(19)        | 193(5) ms                      | (3/2+)       |                                                    |                                          |
| 18C              | 6                    | 12                   | 18.02676(3)          | 92(2) ms                       | 0+           |                                                    |                                          |
| 19C              | 6                    | 13                   | 19.03481(11)         | 46.2(23) ms                    | (1/2+)       |                                                    |                                          |
| 20C              | 6                    | 14                   | 20.04032(26)         | 16(3) ms [14(+6-5) ms]         | 0+           |                                                    |                                          |
| 21C              | 6                    | 15                   | 21.04934(54)#        | <30 ns                         | (1/2+)#      |                                                    |                                          |
| 22C              | 6                    | 16                   | 22.05720(97)#        | 6.2(13) ms [6.1(+14-12) ms]    | 0+           |                                                    |                                          |